# Zentralberg
Der Zentralberg ist ein typisches topographisches Merkmal größerer Einschlagskrater. Wie der Name bereits besagt, befindet sich der Zentralberg etwa in der Mitte eines solchen Kraters. Er entsteht durch die Rückfederung des Kraterbodens in den Momenten nach dem Impakt. Je nach Beschaffenheit des Untergrundes, Energie des Einschlags und Gravitation des betroffenen Himmelskörpers bildet sich die zentrale Erhebung in Kratern bei unterschiedlichen Durchmessern; auf dem Erdmond etwa ab 20 km Durchmesser. Der 93 km durchmessende Mondkrater Copernicus (s. u.) weist gleich mehrere Zentralberge auf, die bis in eine Höhe von 1200 m über den Kraterboden aufragen.

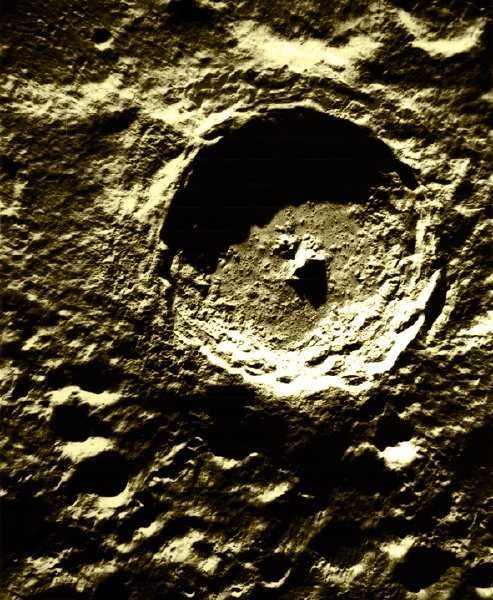
Mondkrater Tycho mit seinem Zentralberg
Der Zentralberg des Tycho überragt den Kraterboden um etwa 2000 m.[1]
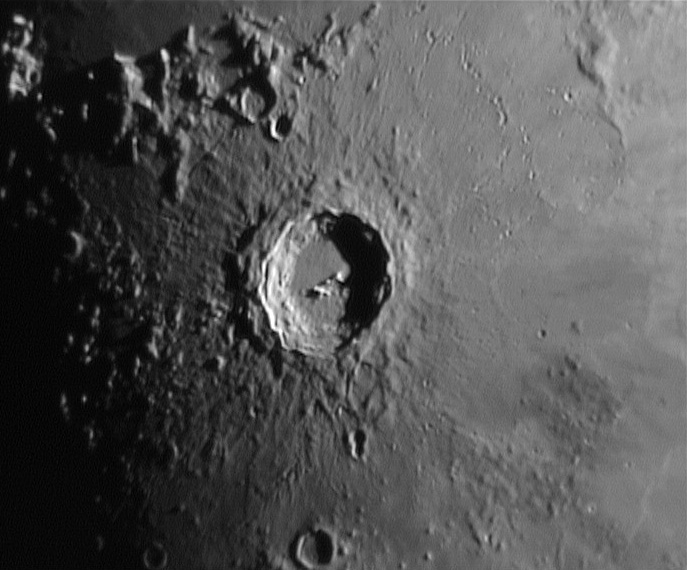
Mondkrater Copernicus mit einer Gruppe von Zentralbergen
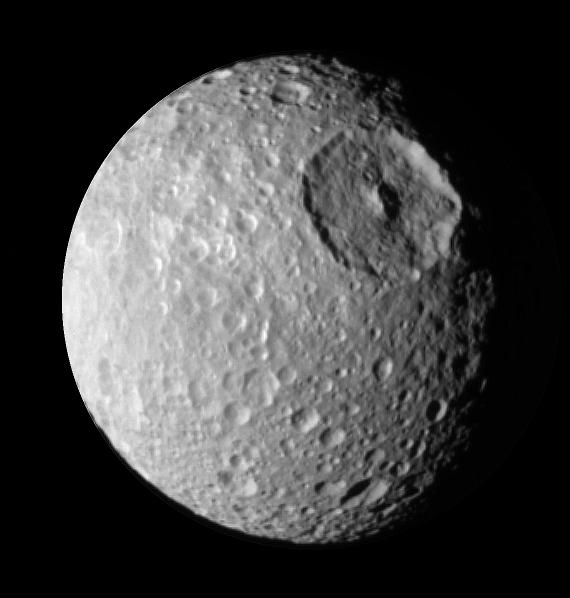
Der Krater Herschel auf dem Saturnmond Mimas
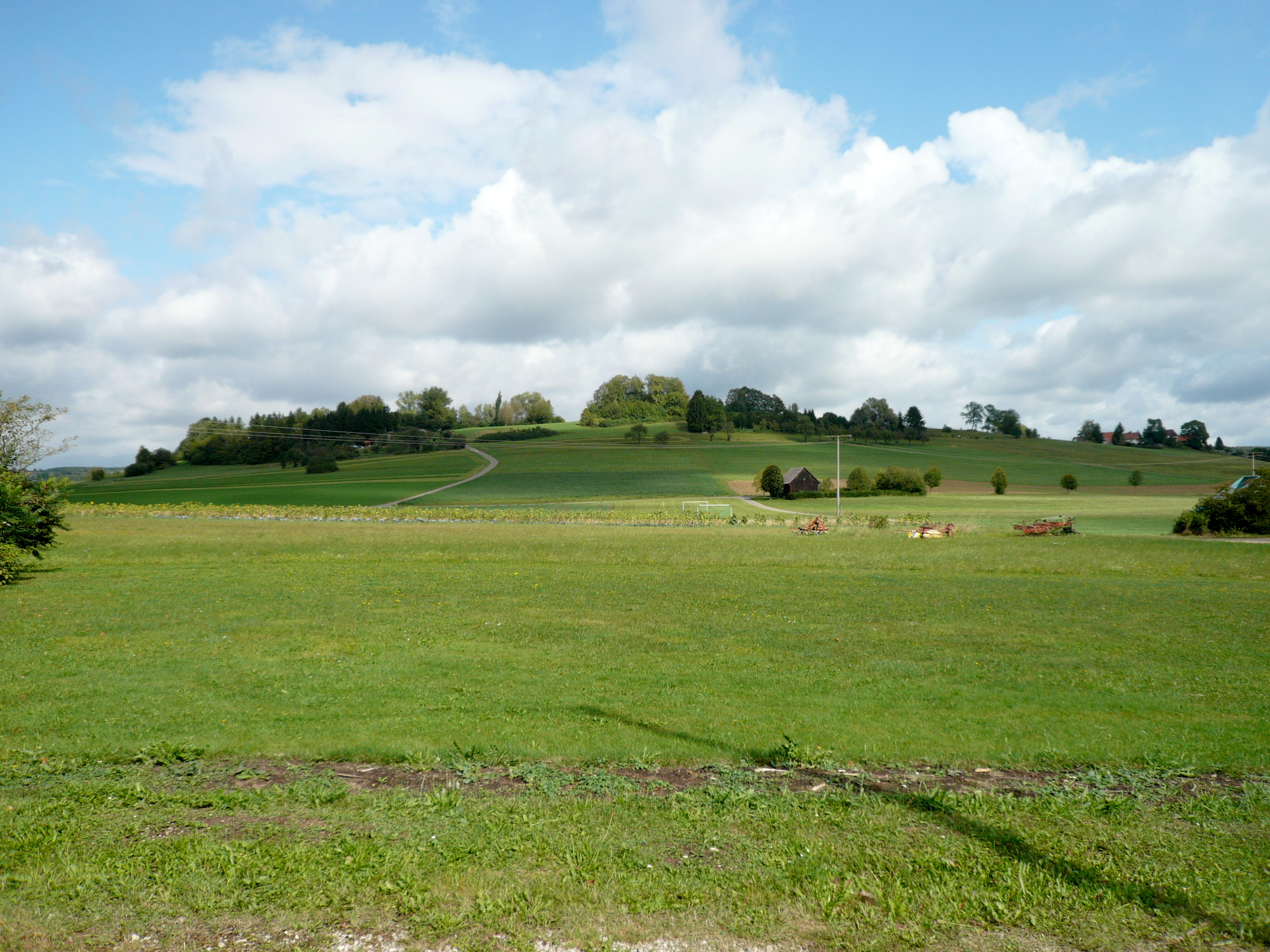
Der Zentralberg im Meteoritenkrater des Steinheimer Beckens